# Astragalus lipschitzii
Astragalus lipschitzii är en ärtväxtart som beskrevs av Nikolai Vasilievich Pavlov. Astragalus lipschitzii ingår i släktet vedlar, och familjen ärtväxter. Inga underarter finns listade i Catalogue of Life.